# El país de octubre
El país de octubre (1955) es una colección de diecinueve historias cortas escritas por Ray Bradbury. Reimprime quince de las veintisiete historias de la colección Dark Carnival (1947), su primer libro, y agrega otras cuatro de sus historias publicadas en otros medios.
La colección fue publicada en el Reino Unido por Rupert Hart-Davis Ltd. en 1956, y reeditada en 1976 por Grafton e impresa por HarperCollins Publishers. La versión del Reino Unido en 1976 incluye The Traveller y omite El siguiente en la fila, El lago, La multitud, La caja de sorpresas, El hombre del piso de arriba y La cisterna.

## Sinopsis general
«El país de octubre... donde siempre está haciéndose tarde. El país donde las colinas son niebla y los ríos neblina; donde el mediodía pasa rápidamente, donde se demoran la oscuridad y el crepúsculo, y la medianoche no se mueve. El país que es principalmente sótanos, subsótanos, carboneras, armarios, altillos y despensas alejadas del sol. El país que habitan gentes de otoño, que sólo tienen pensamientos otoñales. Gentes que pasan por las aceras desiertas con un sonido de lluvia...» (Texto para la contraportada)

## Historias
- “El enano”: en la feria, el dueño del Laberinto de Espejos y otra feriante observan a un enano que utiliza los espejos para verse más alto.
- “El siguiente en la fila”: Una pareja que permanece en una pequeña ciudad mexicana llega al cementerio que mantiene una política impactante con respecto a los muertos cuyas familias no pueden pagar.
- “La desvelada ficha de póquer de H. Matisse”: Un hombre terriblemente aburrido se convierte en la nueva sensación para un grupo de elitistas.
- “Esqueleto”: Un hombre está convencido de que su esqueleto es un parásito en sus entrañas, y consulta a especialista poco ortodoxo.
- “La jarra”: Un granjero pobre compra por doce dólares una jarra con "algo" flotando en ella, lo que pronto es conocido en todo el pueblo; sin embargo, su esposa se da cuenta de que no puede soportarlo, su marido tendrá que elegir entre ella y la fascinación por la jarra.
- “El lago”: Evocación de la niñez. El protagonista evoca a su amiga que se ahogó en un lago y que fue su primer e inolvidable amor correspondido.
- “El emisario”: Un niño enfermizo que no puede salir de casa tiene solo dos conexiones con el exterior, su perro y una señora que vive en el barrio. Sin embargo, la vecina muere y el perro se escapa inexplicablemente.
- "Tocados por el fuego”: Dos ancianos cumplen su misión de ayudar a las personas infelices. Intentan, sin éxito, ayudar una mujer tremebunda y la historia termina de una forma sangrienta. Fue publicado por primera vez con el nombre de "Shopping for Death" o en Español "Comprando para la muerte".
- “El pequeño asesino”: Una mujer se convence de que su hijo recién nacido tiene intención de matarla.
- “La multitud”: Un hombre descubre algo extraño sobre las muchedumbres que forman alrededor de los accidentes.
- “La caja de sorpresas”: Un muchacho vive con su madre en una amplia mansión aislada, ella lo educa para ser Dios después de decirle que su padre, el Dios original, fue muerto por las bestias afuera.
- “La guadaña”: Un hombre y su familia entran en posesión de una granja y de un campo de trigo. Él descubre que la tarea de la cosecha es más de lo que ve el ojo.
- “El tío Einar”: Una de dos historias en esta colección que incluye a la familia de Elliot, una colección de monstruos de película y seres inmortales. Esta historia se centra en el personaje del tío Einar, que intenta encontrar una manera de llegar al cielo después de dañar sus alas.
- “El viento”: Un exescritor de viajes está sumamente asustado de que los vientos que él ha desafiado alrededor del mundo se estén juntando para matarle.
- “El hombre del primer piso”: Un muchacho joven sospecha que la persona que alquila el cuarto superior de su casa, es un vampiro.
- “Había una vez una vieja”: Había una vez una vieja que desafió a la muerte por años. Un día la muerte la engañó robándole su cuerpo, pero ella no iba a dejar que eso la detuviera.
- “La alcantarilla”: Una mujer le describe a su hermana lo mágico que debería ser la tierra bajo las alcantarillas, donde los amantes se reúnen después de la muerte.
- “Reunión de familia”: La historia principal referente a la familia de Elliot. Trata de la vuelta al hogar ancestral para una reunión, y es visto a través de los ojos de Timothy, un niño mortal dejado en su umbral y que desea ser como ellos. Einar de "Tío Einar" resalta prominentemente. Formó la base para el libro del 2001 De la ceniza volverás.
- “La maravillosa muerte de Dudley Stone”: Fanáticos persiguen a un escritor que eligió retirarse en aislamiento y dejar de escribir, y conseguir su propia historia.

## Referencia bibliográfica
- Ray Bradbury, El país de octubre. Biblioteca de autor Bradbury. Ediciones Minotauro: Barcelona, 2002. ISBN 978-84-450-7395-7